# サービス・ビューロー
サービス・ビューロー（英語: Service bureau）とは、他社の業務を料金を取って請け負う事業または会社を指している。

## 歴史
歴史的には、データ処理のサービス・ビューローは1932年にIBMによって開設されて、後にサービス・ビューロー会社に発展した。サービス・ビューローは、最初は米国の主要都市で、その後は国際的に展開された。その目的は、自前で機器を所有することなく、最先端のパンチカードシステムへのアクセスを提供することであった。当時は、キーパンチでの入力・計算の時代であった。
その後、コンピューターの発展により、バッチ処理システムが取って代わり、サービス・ビューローもこれを提供していった。さらに数十年後、タイムシェアリングを介したメインフレームの共有へと、一歩前進した。[8]
日本でも日本IBMによりサービス・ビューロー事業（東京日本橋・ワカ末ビルなど、後のデータセンター事業）が展開されて、当時最強とも言われたIBM 7090が原子力設備計算などの共用に使われた。その他のコンピューター会社からも、そうした共用の事業サービスが提供された。
今日、サービス・ビューローという言葉は、こうした業務を行う会社名やサービスだけでなく、街中のDTPに関して製版フィルムの出力を行なう「出力センター」の意味にも使われてきている。